# Степин Фетчит
Степин Фетчит (англ. Stepin Fetchit), при рождении Линкольн Теодор Монро Эндрю Перри (англ. Lincoln Theodore Monroe Andrew Perry; 30 мая 1902, Ки-Уэст, Флорида, США — 19 ноября 1985) — американский актёр и комик.
В возрасте двенадцати лет сбежал из дома и зарабатывал себе на жизнь в течение нескольких лет как певец и танцор. Он был одним из первых актеров африканского происхождения, который имел успешную актёрскую карьеру в Соединенных Штатах. С 1925 по 1976 снялся в общей сложности в 54 фильмах. Озвучивал мультипликационный фильм Mouse Cleaning из серии «Том и Джерри». Был удостоен звезды на Аллее славы в Голливуде. Принял ислам в 1960. Был близким другом чемпиона мира в супертяжёлом весе Мухаммеда Али. В 1976 году перенёс инсульт, который закончил его актёрскую карьеру. Умер 19 ноября 1985 от пневмонии в возрасте 83 лет. Похоронен на кладбище Голгофа в Лос-Анджелесе.

## Избранная фильмография
- 1934 — Мир движется вперёд — Дикси
- 1934 — Судья Прист
- 1935 — Пароход, плывущий по течению — Джона
- 1935 — Чарли Чан в Египте — Сноушуз
- 1953 — Яркий свет солнца
- 1976 — Вон Тон Тон — собака, которая спасла Голливуд — танцующий дворецкий